# 19980 Баррісаймон
19980 Баррісаймон (19980 Barrysimon) — астероїд головного поясу, відкритий 22 листопада 1989 року.
Тіссеранів параметр щодо Юпітера — 3,422.